# غرواني

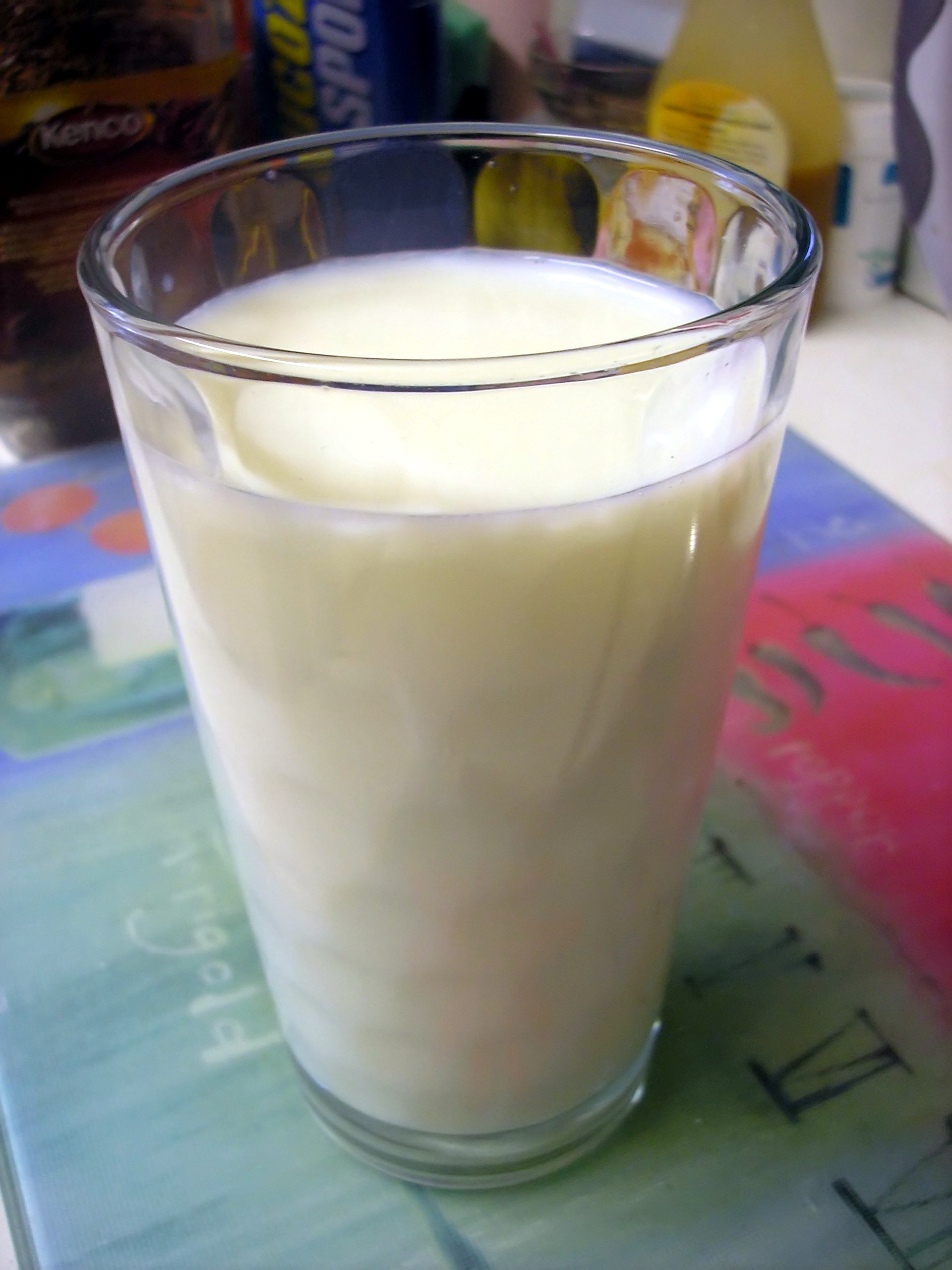
الحليب هو مستحلب غروي من كريات زبدة الحليب السائل المنتشرة " المشتتة " داخل سائل قوامه الأساسي هو الماء.

المادة الغروانية أو الغراوانيات هي مزيج منفصل طورياً بحيث أن إحدى المادتين ذات الجزيئات المبعثرة مجهرياً (سواء تذوب أم لا) تستعلق خلال مادة أخرى (مادة منتشرة أو موزعة بالتساوي عبر مادة أخرى على المستوى المجهري).
يتكون النظام الغروي من وسطين أو طورين منفصلين: طور مبعثر (وهي الجزيئات المستعلقة) وطور مستمر (أو وسط الانتشار أو الاستعلاق) وقد يكون النظام الغروي صلب أو سائل أو غازي.
العديد من المواد المألوفة تعدّ غرويات كما هو موضح في الجدول أدناه. فضلاً عن هذه الغرويات المتواجدة طبيعياً، تقوم الصناعات الكيميائية الحديثة بالاستفادة من تقنية عالية من القص والخلط من أجل تخليق غرويات جديدة.
ويبلغ قطر جسيمات الطور المبعثر ما يقرب من (5-200) نانومتر. ومثل هذه الجزيئات تعدّ غير مرئية عادة تحت المجهر الضوئي، على الرغم من أنه يمكن تأكيد تواجدها باستخدام المجهر الفائق الدقة أو المجهر الإلكتروني. يمكن أن تُسمى المخاليط المتجانسة ذات الطور المبعثر في نطاق هذا الحجم بالهباء الجوي الغروي، المستحلبات الغروية، الرغاوي الغروية، المبعثرات الغروية، أو الهباء المائي الغروي. وتتأثر جسيمات الطور المبعثر أو القطرات الرذاذية إلى حد كبير بكيمياء السطوح الموجودة في المادة الغروية.
بعض الغرويات تكون شفافة بسبب تأثير تيندال وهو تناثر أو تبعثر الضوء بواسطة الجزيئات الموجودة في المادة الغروية. بعض الغرويات الأخرى قد تكون معتمة أوذات ألوان طفيفة.
الأنظمة الغروية (تسمى أيضا المحاليل أو المعلقات الغروية) هي موضوع علوم الأسطح والغرويات. وقد تمّ تقديم هذا المجال من الدراسة في عام 1861 من قبل العالم الأسكتلندي توماس جرهام.

## تصنيف الغرويات
بسبب أن حجم الطور المبعثر يمكن أن يكون صعب القياس، ولأن الغرويات لها مظهر المحاليل، يتم تحديد وتمييز الغرويات أحياناً عن طريق خصائصها الفيزيائية والكيميائية والانتقالية.على سبيل المثال إذا كان هناك مادة غروية تتكون من طور أو وسط صلب منتشر في وسط سائل فإن الجسيمات الصلبة لا تستطيع أن تنتشر عبر الغشاء في حين أنه في حالة المحلول الحقيقي فإن الأيونات أو الجزيئات المذابة تستطيع الانتشار والنفاذ عبر الغشاء. بسبب حجمها الاستثنائي فإن الجسيمات الغروية لا تستطيع النفاذ خلال ثقوب أو مسامات غشاء الترشيح الفائق ذات الحجم الأصغر من أبعاد الجسيمات الغروية. فكلما صغر حجم المسامات الخاصة بغشاء الترشيح الفائق قلّ تركيز الجسيمات الغروية المنتشرة التي تبقي في السائل المرشح من خلال هذا الغشاء الفائق.غن القيمة الدقيقة لتركيز أحد الأنواع الذائبة فعليا سوف بالتالي تعتمد على الظروف التجريبية المجراه لفصلها عن الجسيمات الغروية المنتشرة أيضا في السائل ويمثل هذا أهمية خاصة بالنسبة لدراسات الذوبانية لأنواع سهلة التحلل المائي على سبيل المثال السماريوم Cm، الأمريكيوم Am، الأريبيوم Eu، الألمونيوم Al، أو المادة العضوية المركبة لهذه الأنواع.
ويمكن تصنيف المواد الغروية كما يلي:
| الوسط / الطور | الوسط / الطور | الطور المشتت (المبعثر)                                  | الطور المشتت (المبعثر)                             | الطور المشتت (المبعثر)                                  |
| ------------- | ------------- | ------------------------------------------------------- | -------------------------------------------------- | ------------------------------------------------------- |
| الوسط / الطور | الوسط / الطور | غاز                                                     | سائل                                               | صلب                                                     |
| وسط مستمر     | غاز           | لايوجد (كل الغازات غير قابلة للامتزاج مع بعضها البعض)   | الهباء الجوي السائل أمثلة: ضباب، غشاوة، مثبت الشعر | الهباء الجوي الصلب أمثلة: دخان، سحاب، الجسيمات الهوائية |
| وسط مستمر     | سائل          | الرغاوي أمثلة: الكريمة المخفوقة، كريم الحلاقة           | المستحلبات أمثلة: حليب، مايونيز، كريم اليد         | محلول (غروي) أمثلة: حبر، دم                             |
| وسط مستمر     | صلب           | رغوة صلبة أمثلة: الهلام الغازي، الراتنج، الحجر الإسفنجي | الجل (هلام) أمثلة: آجار، جيلاتين، جيلي، حجر كريم   | المحاليل الصلبة أمثلة: التوت البري الزجاجي              |

في بعض الحالات يمكن اعتبار المادة الغروية على أنها مزيج متجانس وهذا لأن التمييز بين المادة «الذائبة والمادة المتجزئة» يمكن أن يكون أحياناً مادة للبحث حيث تؤثر على ما إذا كان المزيج كمتجانس أو غير متجانس.

## الغرويات المائية
يمكن تعريف الغرويات المائية على إنها نظام غروي تكون فيه الجسيمات الغروية منتشرة في الماء وتنتشر الجسيمات الغروانية في الماء تبعاً لكمية المياه المتاحة التي يمكن ان تتواجد في حالات مختلفة على سبيل المثال: الهلام أو الجل والمحلول (السائل).وقد تكون الغرويات المائية غير انعكاسية (وحيدة الحالة) أو انعكاسية.على سبيل المثال: الأجار وهو عبارة عن مادة غروية مائية مستخلصة من الأعشاب البحرية ويمكن أن تتواجد في صورة جيل (هلام) أو محلول ويتم التغير والتبادل من حالة أو صورة إلى أخرى بإضافة أو تقليل الحرارة ويتم اشتقاق العديد من الغرويات المائية من مصادر طبيعية ومثال على ذلك الأجار أجار والكراجينان التي يتم استخراجها من الأعشاب البحرية والجيلاتين الذي يتم إنتاجه عن طريق التحلل المائي لبروتينات الأبقار والأسماك والبكتين الذي يستخرج من قشر الحمضيات وثفل التفاح.
الحلويات الجيلاتينية أو الهلامية مثل الجلي أو معقود الفواكة يتم صنعها من بودرة الجيلاتين والتي تمثل مادة غروية مائية أخرى فعالة وهامة.
ويتم استخدام الغرويات المائية في الأطعمة بشكل رئيسي لتؤثر على السمك «الملمس» واللزوجة (مثل الصلصة) ويتم استخدام الضمادات الطبية القائمة على الغرويات المائية لعلاج الجلد والجروح.
تتمثل الغرويات المائية الرئيسية الأخرى في صمغ الزانثان والصمغ العربي وصمغ الغراء بالإضافة لمشتقات السليلوز مثل الكربوكسي ميثيل سليلوز والألجينات والنشا.

## التفاعل بين الجسيمات الغروية
تلعب القوى التالية دوراً هاماً في تفاعل الجزيئات الغروية:
- تنافر الحجم المستبعد: وهذا يشير إلى استحالة حدوث أي تداخل بين الجسيمات الصلبة
- التفاعل الكهروستاتيكي: الجسيمات الغروية عادة ما تحمل شحنه كهربية وبالتالي تقوم بالانجذاب والتنافر مع بعضها البعض وتعدّ شحنة كلا من الوسط الدائم أو المستمر والوسط المنتشر وكذلك حركة الوساط من العوامل المؤثرة على هذا التفاعل.
- قوى فانرفال: وهذه القوى تكون نتيجة للتفاعل بين إثنين من ثنائيات الأقطاب والتي تكون إما دائمة أو مستحثة.وحتى لم لم يكن للجزيئات أقطاب ثنائية دائمة فإن التقلبات في كثافة الإلكترونات تؤدي إلى إنتاج أقطاب ثنائية مؤقته في الجسم وهذا القطب الثنائي المؤقت يستحث تكوين ثنائيات أقطاب في الجسيمات المجاورة وبعد ذلك ينجذب ثنائي القطب المؤقت مع ثنائيات الأقطاب المستحثة وهذا هو ما يعرف بقوى فاندرفال ودائما ما تكون موجودة (إذا لم تكن معاملات الانكسار للأوساط المنتشرة والمستمرة متناسبة أو متطابقة) كما أن هذه القوى تكون قصيرة المدى وجذابه.
- القوى الحتمية: وفقا للقانون الثاني للديناميكا الحرارية وهو أن النظام يتطور أو يتقدم إلى الحالة التي يكون فيها الإنتروبي أو العامل الحتمي أكبر. وهذا قد يؤدي إلى وجود قوى فعالة حتى بين الأوساط الصلبة.
- القوى الفراغية: بين الأسطح المغطاة بالبوليمرات أو في المحاليل المحتوية على بوليمر غير مدّمص أو مكثف يمكنها أن تعدل القوى البين جزيئية مما يؤدي إلى إنتاج قوه فراغيه إضافية طاردة (والتي تمثل في الغالب الحتمية في المنشا) أو قوة تجاذب مستنفذه بينهم. ومثل هذا التأثير يتم البحث عنه خصيصا لتصميم اللدائن الفائقة والتي تستخدم لزيادة فعالية الخرسانة ولتقليل محتواها المائي.

## استقرارية في تبعثر الغروية (هوضمة)
يعمل التثبيت على منع المواد الغروية من التجمع ويعدّ التثبيت الفراغي والتثبيت الكهروستاتيكي هما الآليتان الرئيسيتان للتثبيت الغروي ويعتمد التثبيت الكهروستاتيكي على التنافر المتبادل للشحنات الكهربية المتشابهه.بوجه عام، الأوساط المختلفة لها قابليات مختلفة للشحنة حتى تتمكن الطبقة المزدوجة الكهربية من أن تتكون على أي سطح وتؤدي أحجام الجسيمات الصغيرة إلى مناطق سطحية هائلة وهذا التاثير يظهر بشكل كبير في حالة الغرويات.في المادة الغروية المستقرة فإن كتلة الوسط المنتشر تكون صغيرة جدا لدرجة ان الطفو والطاقة الحركية لها تكون ضعيفة جدا لكي تتغلب على التنافر الكهروستاتيكي بين الطبقات المشحونه لوسط الانتشار. الشحنة الموجودة على الجسيمات المنتشرة يمكن ملاحظتها عن طريق تطبيق مجال كهربي: تهاجر جميع الجسيمات إلى نفس القطب وبالتالي يجب أن تكون جميعها تمتلك نفس الشحنة.

## زعزعة استقرار التشتت الغروي (التلبد أو الترويب)
التشتت أو الانتشار الغروي غير المستقر يكون ندف أو شوائب حيث تتجمع الجسيمات بسبب التجاذبات البين جزيئية وبهذه الطريقة يمكن تصنيع النظارات الضوئية ويمكن ان يتحقق ذلك عن طريق عدة طرق مختلفة:
- إزالة الحاجز الكهروستاتيكي الذي يمنع تجمع الجسيمات ويمكن ان يتحقق ذلك عن طريق إضافة ملح إلى معلق أو تغيير الرقم الهيدروجيني لمعلق للمعادلة الفعالة أو لمسح الشحنة السطحية للجسيمات في المعلق.هذا من شانه أن يزيل قوى التنافر التي تبقي الجسيمات الغروية منفصلة مما يسمح بحدوث التحثر كنتيجة لقوى فاندرفال.
- إضافة ندف بوليمرية مشحونه: الندف البوليمرية يمكنها ان تصل الجسيمات الغروية الفردية بواسطة تفاعلات كهروستاتيكية جذابة.على سبيل المثال جسيمات الطمي أو السيليكا الغروية ذات الشحنة السالبة يمكنها ان تتلبد عن طريق إضافة بوليمر مشحون بشحنه موجبة.
- إضافة بوليمرات غير مدمصة أو مكثفة أو ممتزة تسمى "depletants" والتي تسبب التجمع نتيجة للأثار الحتمية.
- التشوية الفيزيائي للجسيمات «على سبيل المثال: المط» حيث أن هذا قد يؤدي إلى زيادة قوى فاندرفال عن قوى التثبيت أو الاستقرار (مثل: القوى الكهروستاتيكية) مما أسفر عن تخثر الغرويات في إتجاهات معينة.
- التشتت أو الانتشار الغروي غير المستقر ذو النسب الحجمية الضئيلة يكون معلقات سائلة مجتمعة حيث تقع المجموعات الفردية من الجزيئات في أسفل المعلق (أو تطفو على السطح إذا كانت الجزيئات أقل كثافة من الوسط التعليقي) بمجرد أن تصل المجموعات أو التكتلات إلى حجم كافي للقوى البروانية والتي تعمل للحفاظ على الجزيئات في المعلق حتى تتغلب قوى الجاذبية عليها ولكن المعلقات الغروية ذات النسب الحجمية الأعلى تكون مواد هلامية غروية ذات خواص لزجة مطاطية. المواد الهلامية الغروية اللزجة مثل البنتونيت ومعجون الأسنان تتدفق مثل السوائل تحت ظروف القص ولكنها تحتفظ بشكلها عند إزالة هذه الظروف. وهذا هو السبب في أنه يمكن ضخ وعصر معجون الأسنان من أنبوبة ولكنه يبقى محتفظا بشكله على فرشاة الأسنان بعد وضعهِ عليها.

### التقنيات الراصدة للاستقرار الغروي

مبدأ قياس التشتت الضوئي المتعدد المقترن بالمسح العمودي

التشتت الضوئي المتعدد المقترن بالمسح العمودي هو الطريقة الأكثر استخداما من أجل رصد حالة التشتت للمنتج وبالتالي تحديد وقياس ظاهرة زعزعة الاستقرار. وهو يعمل على المعلقات المركزة دون تخفيف. عند إرسال ضوء خلال العينة فإنه يشتت للخلف عن طريق الجزيئات أو القطرات. شدة الارتداد أو التشتت المبعثر تتناسب طرديا مع الجزيئات أو القطرات. شدة الارتداد أو التشتت المبعثر تتناسب طرديا مع نسب الحجم للوسط المنتشر. لذلك تم رصد والكشف عن تغيرات محلية في التركيز (مثل: تكون الدهن والترسيب) وتغيرات عالمية في الحجم (مثل: التلبد والاندماج).

### طرق الإسراع للتنبؤ بالعمر الافتراضي أو الصلاحية
العملية الحركية لزعزعة الاستقرار يمكن أن تكون طويلة (قد تصل إلى عدة أشهر أو حتى سنوات لبعض المنتجات) وكثيرا ما يكون مطلوب استخدام وسائل تعجيلية من أجل التوصل غلى وقت تطويري معقول لتصميم المنتجات الجديدة. الطرق الحرارية هي الأكثر شيوعا وتتمثل في زيادة درجة الحرارة لتسريع زعزعة الاستقرار (أقل من درجات الحرارة الحرجة لانعكاس الوسط أو للتكسير الكيميائي). درجة الحرارة لا تؤثر فقط على اللزوجة ولكن أيضا على التوتر البيني في حالة التوتر السطحي الغير أيوني أو قوى التفاعلات بصفة عامة داخل النظام. تخزين المعلق عند درجات حرارة عالية يساعد على محاكاة ظروف الحياة الحقيقية للمنتج (على سبيل المثال: أنبوب من الكريم الواقي للشمس داخل سيارة في فصل الصيف) ولكن من شأن الحرارة المرتفعة أيضا أن تسرع من عمليات زعزعة الاستقرار ما يصل إلى (200)مرة.
التسريع الميكانيكي مثل الاهتزاز والطرد المركزي والإثارة يستخدم أحيانا.
يتم تعريض المنتج إلى قوى مختلفة تدفع الجسيمات أو القطرات ضد بعضهم البعض مما يساعد بالتالي على تصريف الفيلم. ومع ذلك فإن بعض المستحلبات لا يمكن أن تتجمع أبدا في ظروف الجاذبية العادية في حين أنها تفعل ذلك بموجب الجاذبية الاصطناعية. وعلاوة على ذلك تم تسليط الضوء على الفصل والتمييز بين المجموعات المختلفة من الجزيئات وذلك عند استخدام الطرد المركزي والاهتزاز.

## الغرويات كنظام نموذجي للذرات
في الفيزياء تعدّ الغرويات نظاما نموذجيا هاما للذرات. الجسيمات الغروية على نطاق الميكرومتر تعدّ كبيرة بما يكفي لكي يتم ملاحظتها بالتقنيات البصرية مثل المجهر متحد البؤر.لكثير من القوى التي تتحكم في بنية وسلوك المادة مثل تفاعلات الحجم الاستثنائية أو القوى الكهروستاتيكية لها القدرة على التحكم في تركيب وسلوك المعلقات الغروية.على سبيل المثال، نفس التقنيات المستخدمة في تصميم نموذج للغازات المثالية يمكن أن تطبق لتصميم سلوك معلق غروي ذو وسط صلب وبالإضافة إلى ذلك يمكن دراسة تحولات الوسط في معلقات غروية في الوقت الحقيقي باستخدام التقنيات الضوئية وتعدّ مشابهة لتحولات الوسط في السوائل.

## البلورات الغروية
المقال الرئيسي:البلورات الغروية
البلورة الغروية هي عبارة عن مجموعه عالية التنظيم من الجزيئات والتي يمكن تشكيلها على مدى طويل جدا عادة من بضعة ميللي مترات قليلة إلى 1سم حيث تظهر مماثلة لنظائرها الذرية أو الجزيئية. واحد من أحسن الأمثلة الطبيعية لظاهرة الترتيب يمكن أن يتواجد في العقيق الثمين حيث تنتج مناطق رائعه من اللون الطيفي النقي نتيجة لمجالات مغلقة ومعبئة من الأوساط الغروية الغير متبلورة لأكسيد السليكون (أو السيليكا Sio2. هذه الجزيئات الكروية تترسب في أحواض أو برك سيليكونية في أستراليا وأماكن أخرى وتكون هذه المصفوفات عالية الترتيب بعد سنوات من الترسيب والضغط تحت تاثير القوى الهيدروستاتيكية وقوى الجاذبية. المصفوفات الدورية للجسيمات الكروية تحت مستوى الميكرومتر في الحجم توفر مصفوفات مشابهة من الفجوات البينية أو الخلالية والتي تكون بمثابة حاجز الحيود الطبيعي لموجات الضوء المرئي وخاصة عندما يكون للمسافات البينية نفس الإتساق الحجمي للموجة الضوئية الواقعة. وهكذا فقد كان من المعروف منذ سنوات كثيرة بأنه بسبب التفاعلات التنافرية الجزيئات الكبيرة المشحونه كهربيا في بيئة مائية يمكنها أن تحمل أو تظهر ارتباطات طويلة المدى شبيهة بالكريستال مع المسافات الفاصلة البين جزيئية التي تكون في كثير من الأحيان أكبر بكثير من قطر الجسيما الفردية.في جميع هذه الحالات في الطبيعة فإن نفس التقزح اللوني الرائع (أو لعب الألوان) يمكن ان يرجع إلى الحيود والتداخل البّناء لموجات الضوء المرئي التي تتبع قانون براج لمسألة مشابهه لتشتت الأشعة السينية في المواد الصلبة البلورية.
إن هذا العدد الكبير من التجارب المستكشفة لفيزياء وكيمياء تلك المواد المسمّاه «البلورات الغروية» قد ظهر كنتيجة للأساليب والطرق البسيطة نسبياً التي تطورت في السنوات العشرين الماضية لإعداد غرويات اصطناعية أحادية التفرق «التشتت» سواء البوليمرات أو المعادن ومن خلال آليات مختلفة يتم تنفيذ وحفظ تشكيلها المرتب طويل المدى.

## الغرويات في علم الأحياء
في أوائل القرن العشرين وقبل الفهم الجيد لعلم الإنزيمات كان هناك اعتقاد أن المواد الغروية تمثل المفتاح لعملية أو لتشغيل الإنزيمات بمعنى أن إضافة كميات قليلة من إنزيم معين لكمية من المياه بطريقة ما لم تحدد بعد من شأنها أن تغير بمهارة خصائص المياه إلى درجة تؤدي إلى تكسير الركيزة الخاصة بالإنزيم [ بحاجة لمصدر ]، على سبيل المثال محلول من إنزيم "ATPase" الذي يقوم بتكسير الأدينوسين ثلاثي الفوسفات "ATP". علاوة على ذلك فإن الحياة نفسها كانت تفسر على أساس الخصائص الإجمالية التجمعية لكل المواد الغروية التي يتكون منها الكائن الحي وبتطور المعرفة التفصيلية لعلم الأحياء والكيمياء الحيوية تم استبدال النظرية الغروية بنظرية الجزيئات الكبيرة والتي قد فسرت أو شرحت الإنزيم بوصفه مجموعة من جزيئات ضخمة متماثلة وتعمل بمثابة آلات صغيرة جدا وتتحرك بحرية بين جزيئات الماء في المحلول وتعمل بشكل فردي على ركيزة معينه وهذا الوضع ليس أكثر غموضا من مصنع مليء بالألآت. لم يتم تغيير خصائص الماء في المحلول ما عدا أو بخلاف التغيرات الأسموزية البسيطة والتي يمكن ان تحدث بسبب وجود أي مذاب. في البشر كلا من الغدة الدرقية والفص الوسطي (الجزء المتوسط) من الغدة النخامية يحتوي على حويصلات غروية.

## الغرويات في البيئة
الجسيمات الغروية يمكن أن تكون أيضا بمثابة حوامل ناقلة  لملوثات متنوعه في المياه السطحية (مياه البحر والبحيرات والنهار والمسطحات المائية العذبة) وأيضا في المياه الجوفية المنتشرة في الصخور المتشققة  (الحجر الجيري والحجر الرملي والجرانيت). النويدات المشعه والمعادن الثقيلة تتعلق بسهولة بالغرويات المنتشرة في الماء. وقد تم التعرف على أنواع مختلفة من الغرويات: مثل الغرويات الغير عضوية (جزيئات الطين والسيليكات وهيدروكسيدات الحديد المؤكسدة) والغرويات العضوية مثل المواد الدبالية. عندما تكون المعادن الثقيلة أو النويدات المشعة الغرويات النقية الخاصة بها، يستخدم المصطلح "Eigencolloid" لتعيين الأطوار النقية مثل (Am(OH)3&U(OH)4&TC(OH)4). وقد كان من المتوقع أو المشكوك فيه ان المواد الغروية كانت تستخدم للنقل الطويل المدى للبلوتونيوم في موقع ولاية ينفادا للتجارب النووية. وقد كانت موضع لدراسات تفصيلية لسنوات عديدة. ومع ذلك فإن التنقل للغرويات الغير عضوية يعدّ ضئيل جداً في البنتونايت المدمج أو المضغوط وفي التكوينات الطينية العميقة  بسبب عملية الترشيح الفائق التي تحدث في الغشاء الطيني الكثيف. وهذه المسألة تعدّ أقل وضوحاً للمواد الغروية العضوية الصغيرة المختلطة عادة في المياه المسامية مع الجزيئات العضوية الذائبة بالفعل.

## الاستخدام في العلاج الوريدي
تنتمي المحاليل الغروية المستخدمة في العلاج عن طريق الحقن الوريدي إلى مجموعة كبيرة من موسعات الحجم ويمكن استخدامها (استبدال السائل الوريدي). تحافظ المادة الغروية على ضغط أسموزي غروي مرتفع في الدم،  وبالتالي فإنها، ينبغي أن تزيد نظرياً بشكل تفصيلي من حجم الأوعية الدموية، بينما هناك أنواع أخرى من موسعات الحجم تسمى أشباه البلورات تزيد أيضا من الحجم الفراغي والحجم البين خلوي. ومع ذلك لا يزال هناك خلاف أو جدل حول الفروق الفعلية في الكفاءة من قبل هذه الفروق. ثمّة فرق آخر يتمثل في أن أشباه الغرويات عادة ما تكون أرخص بكثير من الغرويات.